# میک باکستون
میک باکستون (انگلیسی: Mick Buxton؛ زادهٔ ۲۹ مهٔ ۱۹۴۳) بازیکن فوتبال اهل بریتانیا است.
از باشگاه‌هایی که در آن بازی کرده‌است می‌توان به باشگاه فوتبال برنلی اشاره کرد.